# Gherdëina
Gherdëina (Duits: Gröden; Italiaans: Val Gardena) is een dal in de Dolomieten in het noorden van Italië. Het is een zijdal van het Eisacktal (Valle Isarco) en wordt doorstroomd door de 25 km lange Derjon (Duits: Grödner Bach, Italiaans: Rio Gardena). Het dal ligt ten noorden van het Val di Fassa en ten westen van het Val Badia, waarmee het via respectievelijk de Sellapas en de Gardenapas is verbonden. De westelijke uitgang ligt bij de Porta Ladina. In het dal liggen drie gemeenten: Urtijëi, Sëlva en Santa Cristina Gherdëina. De bevolking spreekt overwegend Ladinisch.

## Cultuur
Gherdëina is een van de vijf bergdalen waar de meerderheid van de bevolking Ladinisch, een sterk aan het Reto-Romaans verwante taal, spreekt. Het dialect dat in Val Gardena wordt gesproken, wordt in het Italiaans Gardenese, in het Ladinisch Gherdëina en in het Duits Grödnerisch genoemd.

## Houtsnijkunst

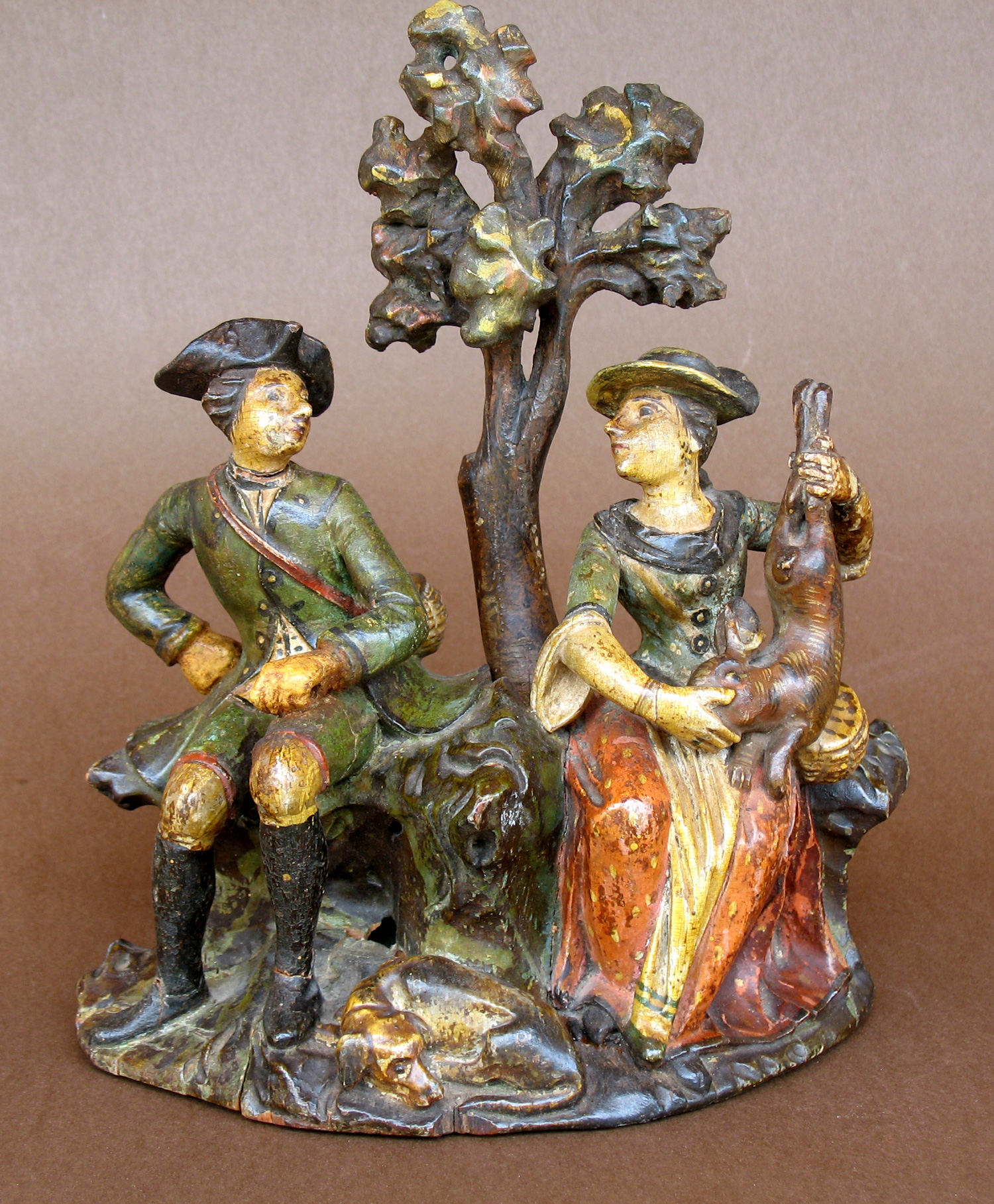
18de-eeuws houtsnijwerk uit Gherdëina

De houtsnijkunstproductie ontstond al in de 17e eeuw. Zo werden er in de 19e en 20e eeuw en ook tegenwoordig altaren en beelden geleverd aan katholieke kerken over de gehele wereld. Daarnaast werd er speelgoed geproduceerd. Om deze traditie te bewaren en verder te bevorderen, is er in de hoofdplaats Urtijëi een speciale kunstacademie. In de parochiekerk van Urtijëi bevindt zich een rijke collectie met beelden van lokale houtbewerkers van de laatste twee eeuwen. 

## Sport
Gherdëina is een populair wintersportgebied. Er worden sinds 1969 regelmatig skiwedstrijden voor de wereldbeker alpineskiën gehouden. In 1970 was het gebied gastheer voor de wereldkampioenschappen alpineskiën. 
In Sëlva is de ijshockeyclub HC Gherdëina gevestigd, die in de Alps Hockey League uitkomt.